# Hovdenakken
Hovdenakken este o localitate din comuna Molde, provincia Møre og Romsdal, Norvegia, cu o suprafață de 0,25 km² și o populație de 319 locuitori (2013).